# 勞里島
60°43′43″S 44°31′05″W / 60.72861°S 44.51806°W
勞里島（英語：Laurie Island）是南極洲的島嶼，屬於南奧克尼群島的一部分，長22公里，面積50平方公里，最高點海拔高度940米，英國和阿根廷在南極條約體系下擱置對該島的領土主權要求。